# Дахове вікно

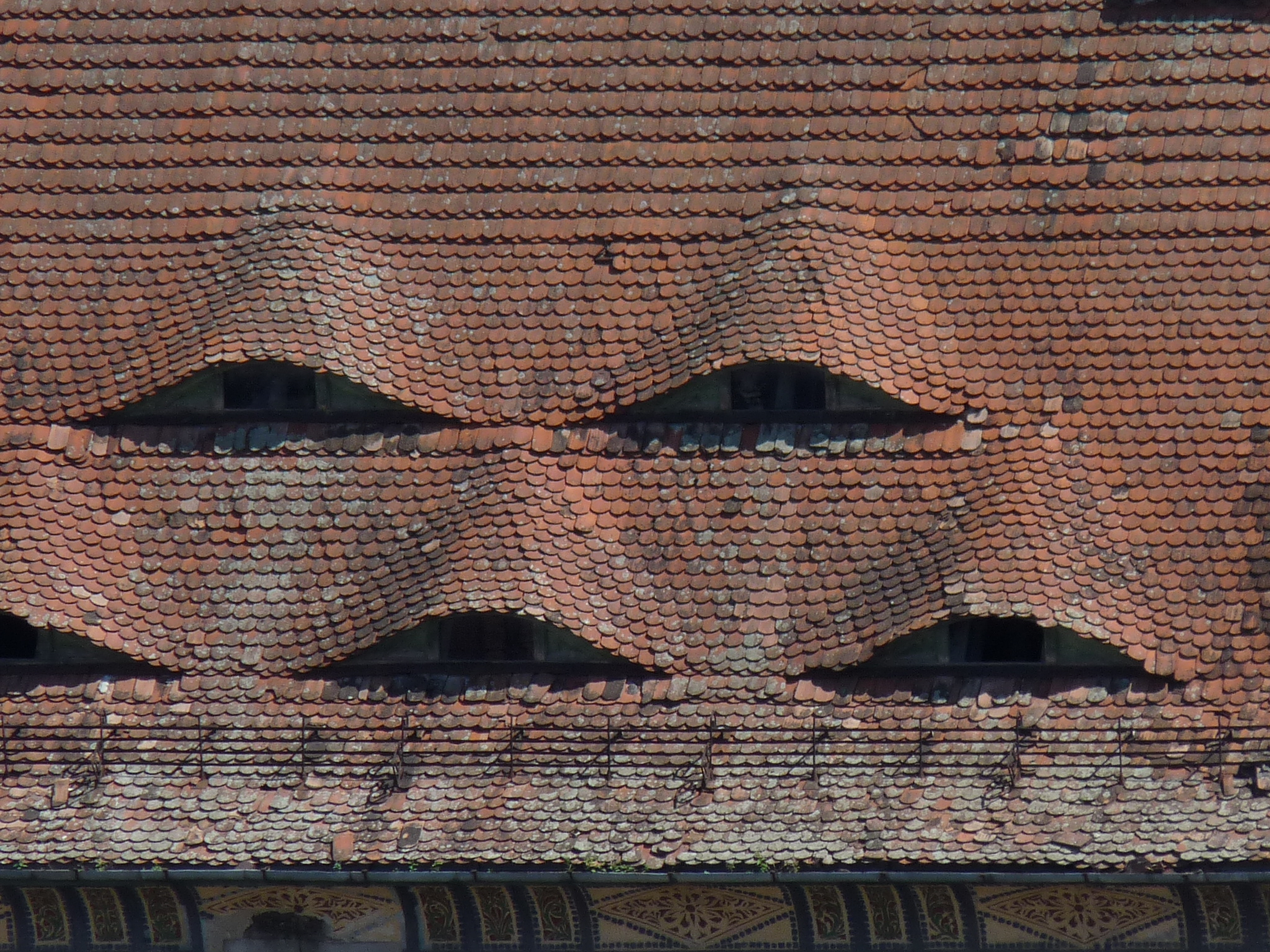
Дахове вікно

Дахове вікно — вікно в покрівлі будівлі, призначене для природного освітлення та провітрювання горищних приміщень, іноді для виходу на дах. Дахові вікна у вигляді виступу на даху називають люкарнами.

## Конструкція
В архітектурі розрізняють такі види дахових вікон:
- з плоским дахом та піддашком;
- чотирикутне з односхилим дахом;
- з двосхилим дахом;
- з вальмовою покрівлею;
- трикутне;
- з трапецієподібним дахом (панорамне);
- сегментоподібне;
- напівкругле («кажан»);
- скляне;
- мансардне[ru] (похилий).

Іноді поняття дахового вікна обмежують лише вертикальними вікнами, виділяючи мансардне вікно (що повторює нахил покрівлі) в окремий тип.

## Галерея

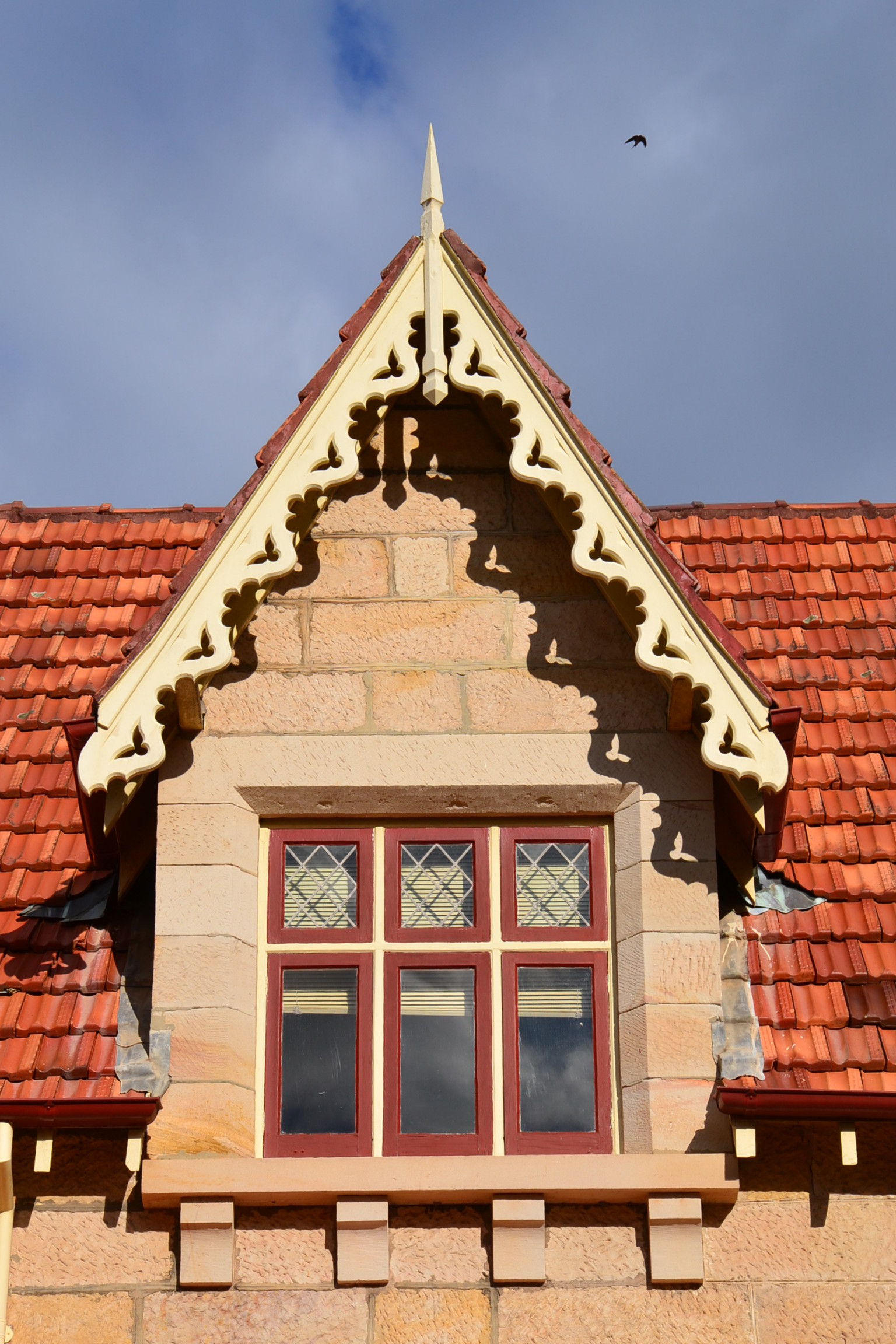
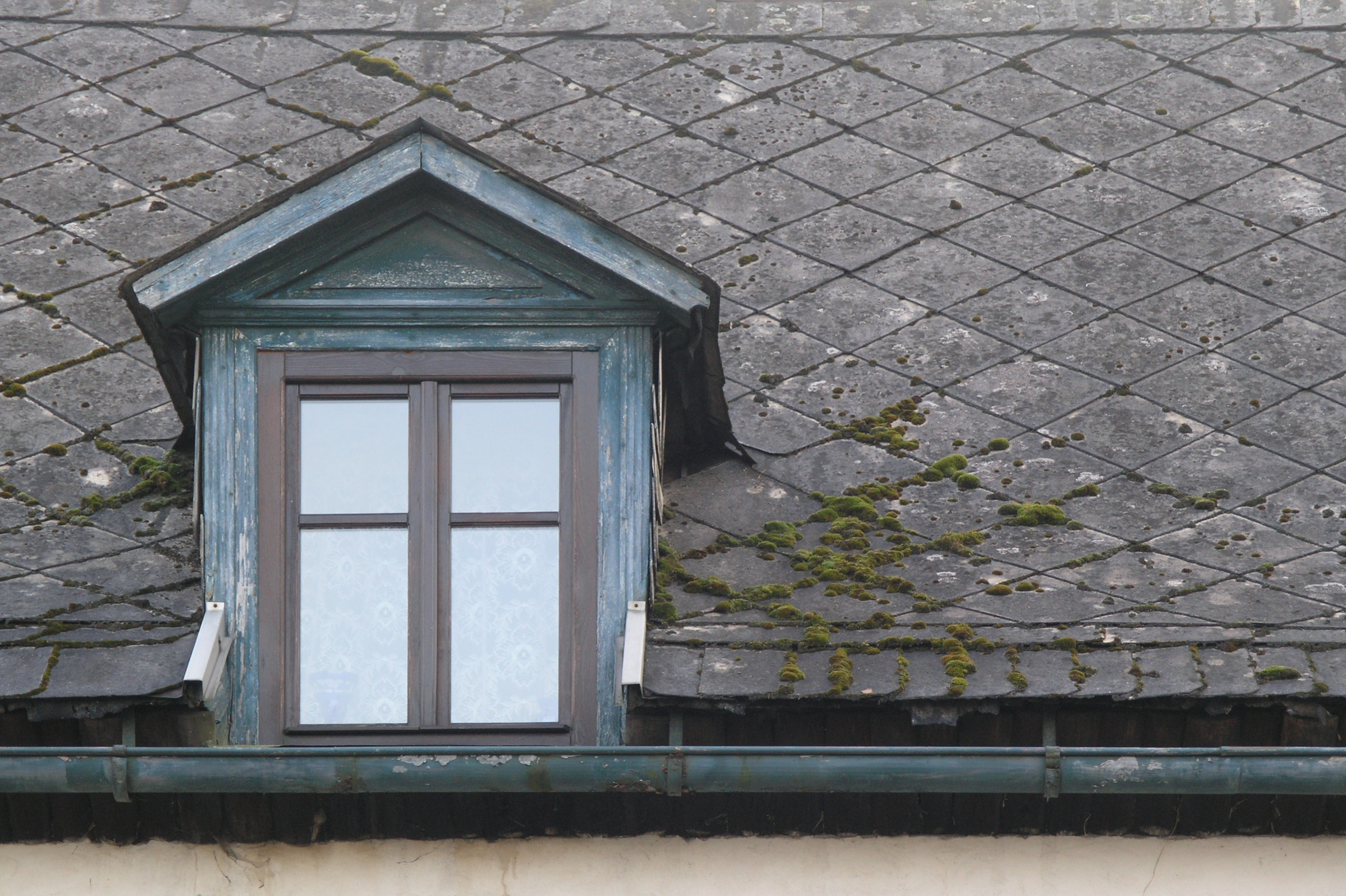
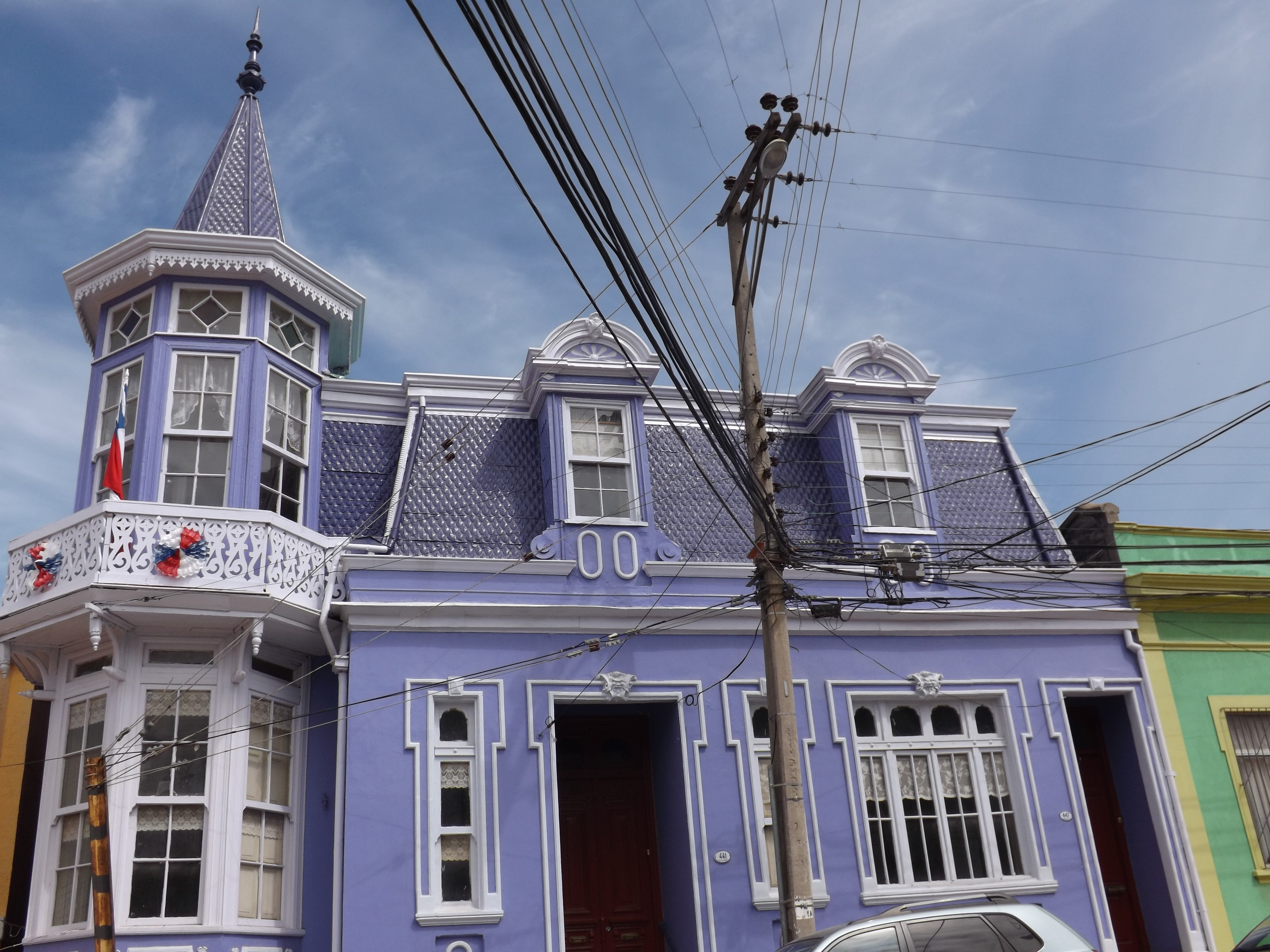
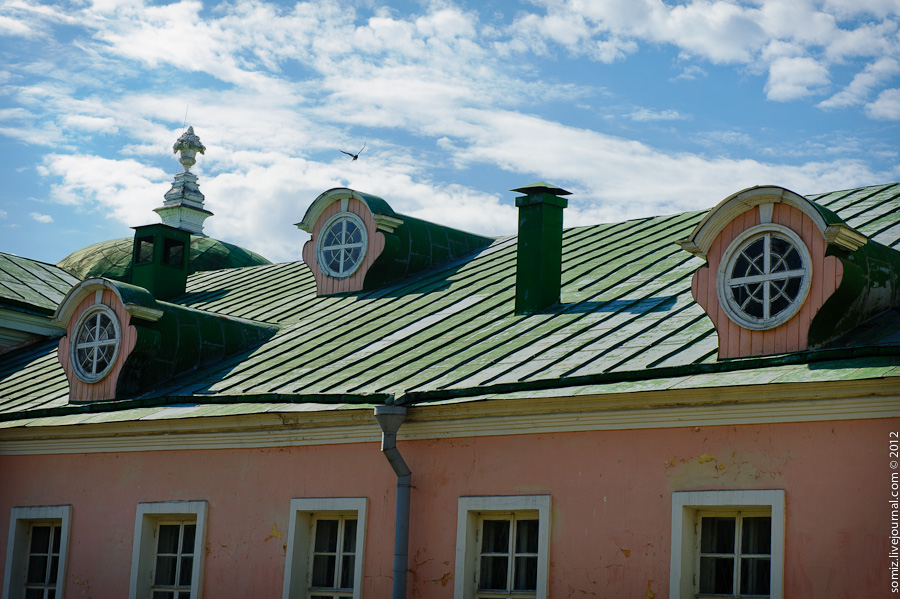
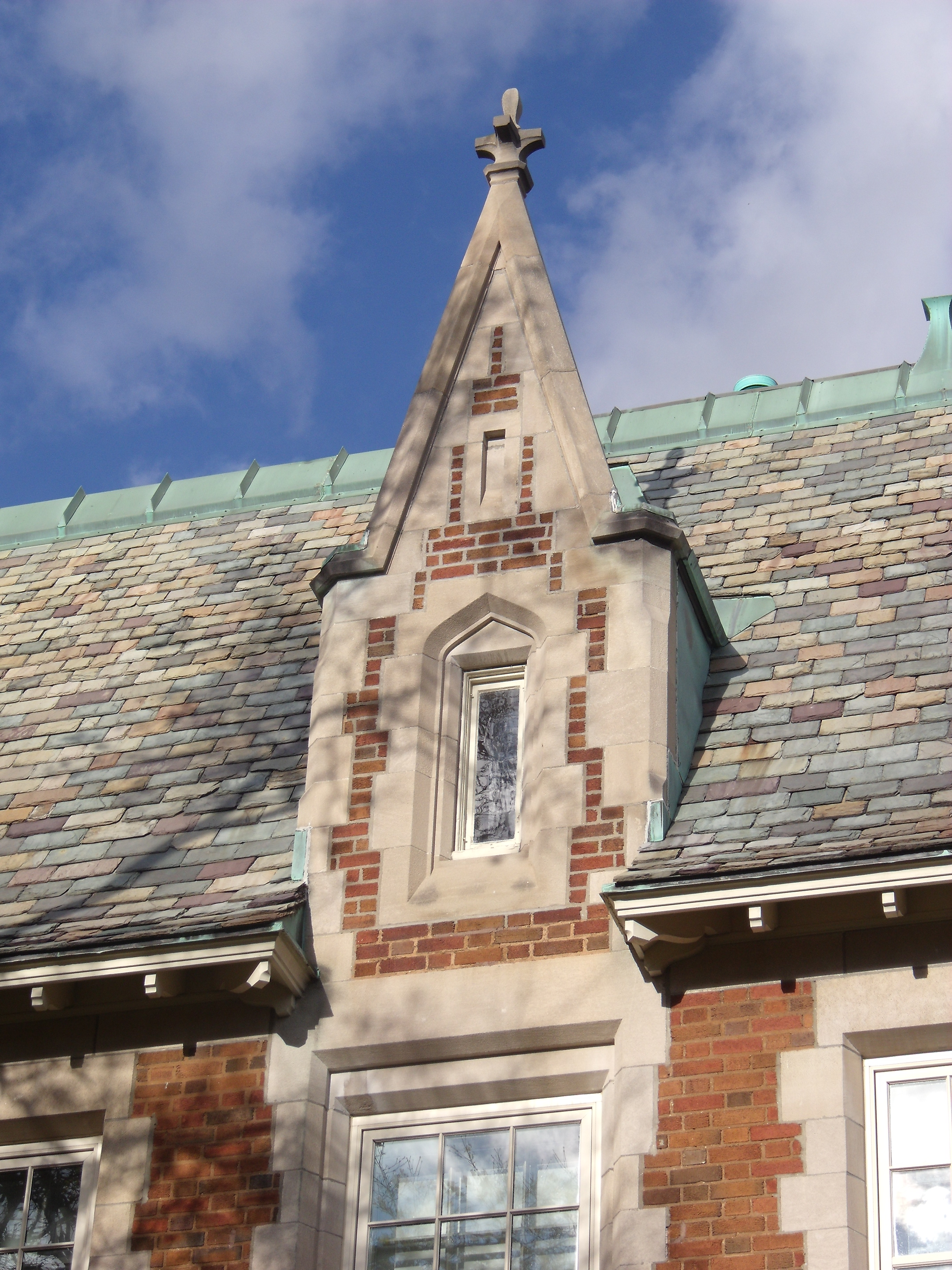
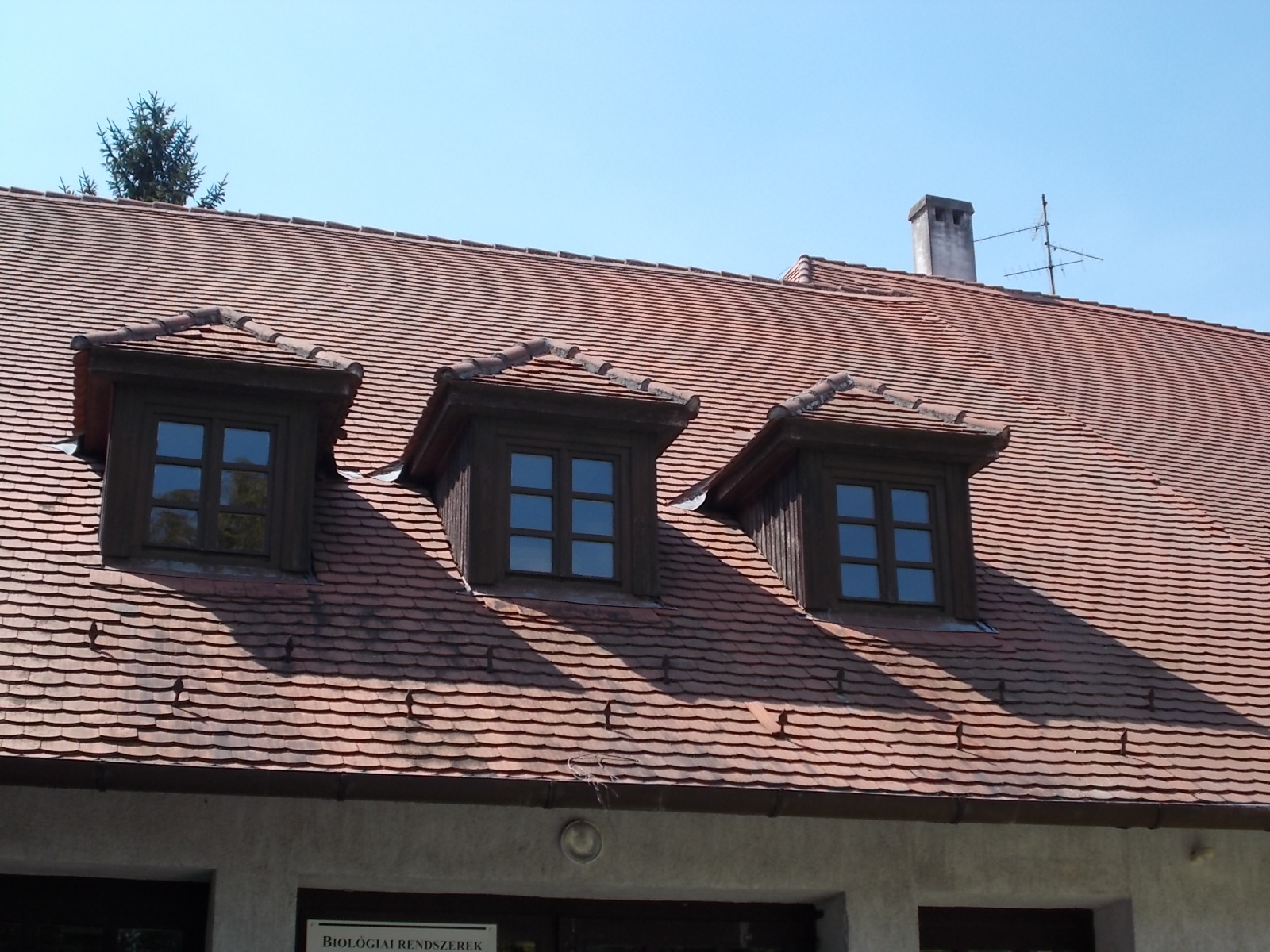
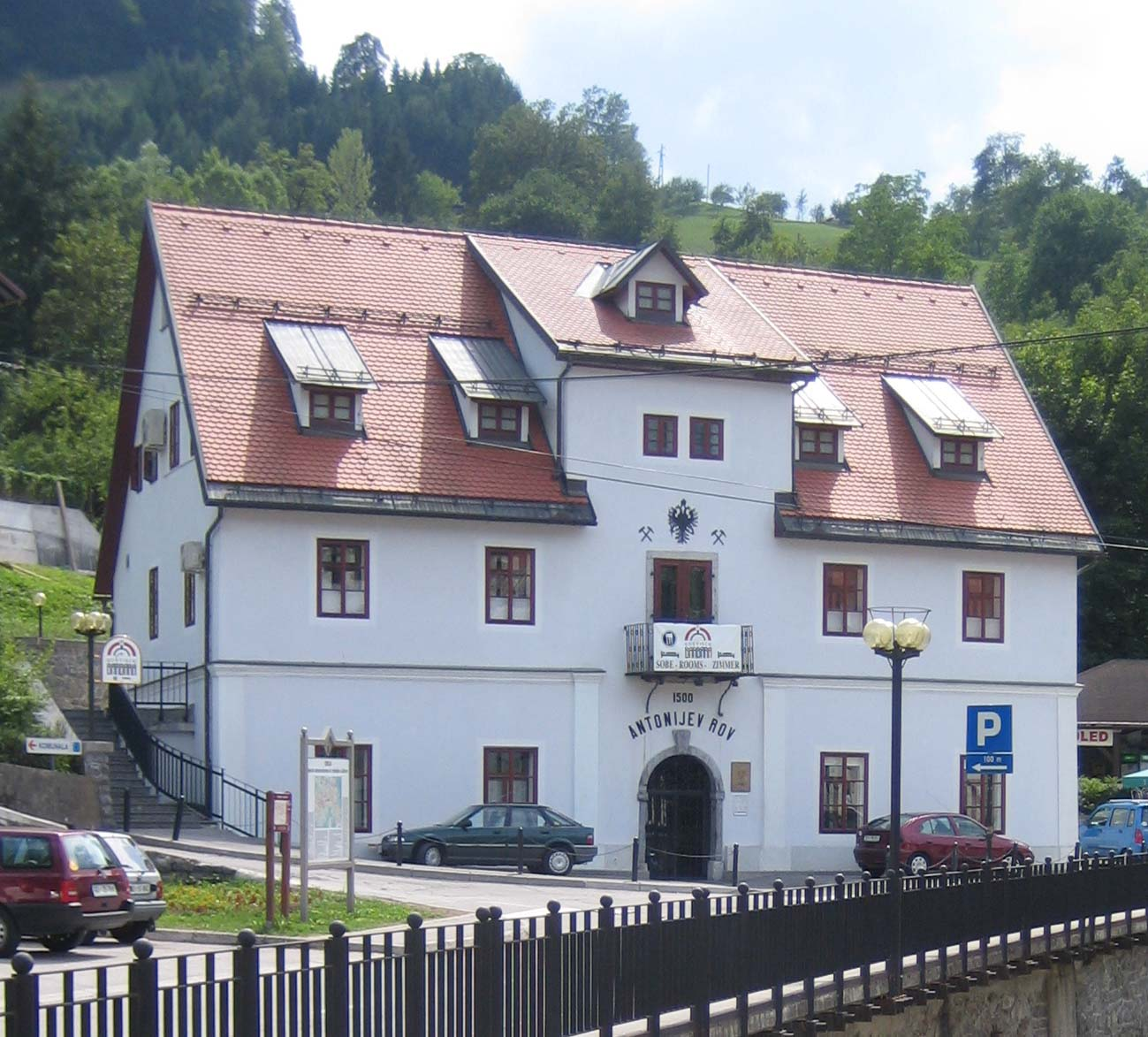
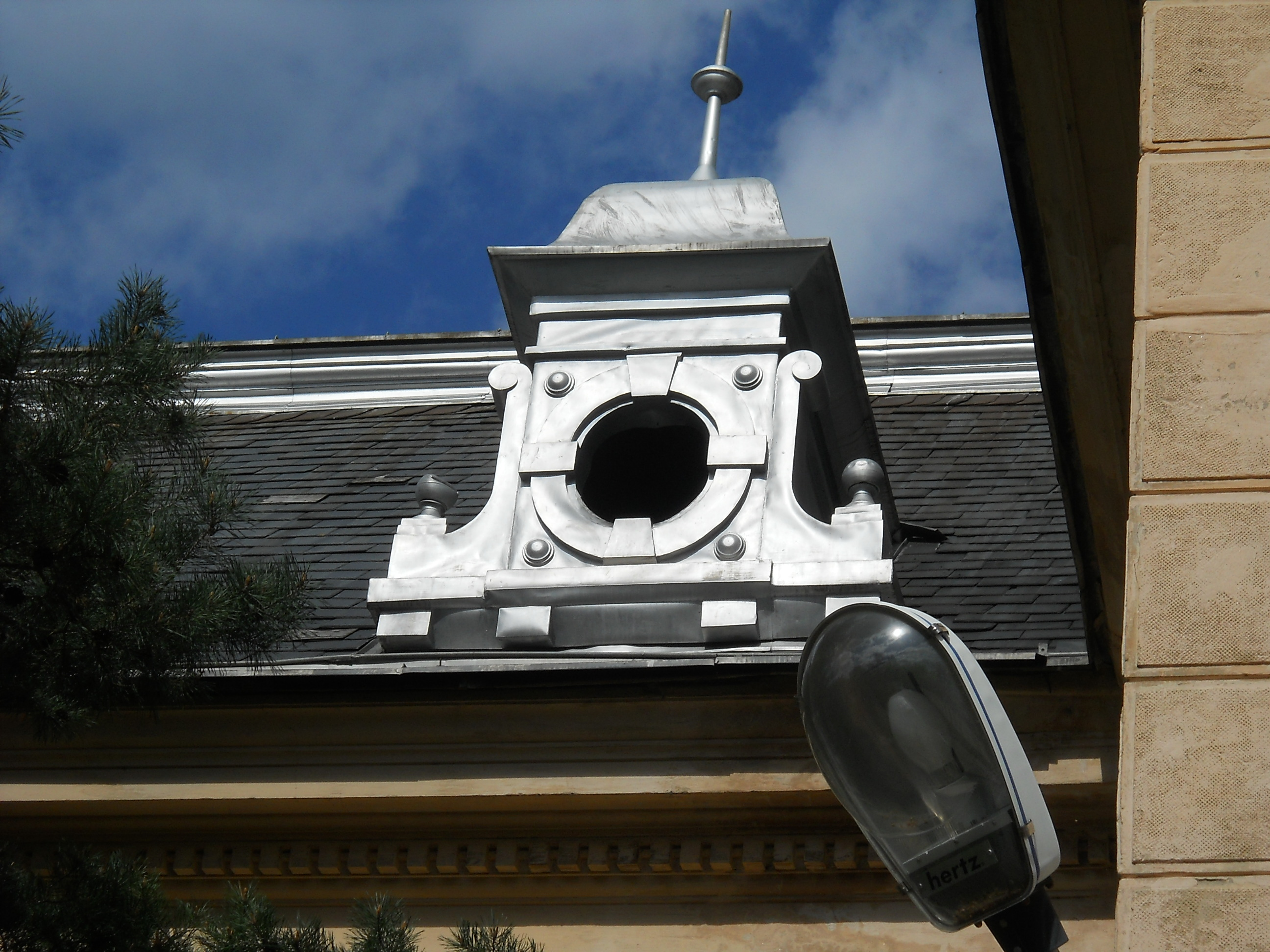
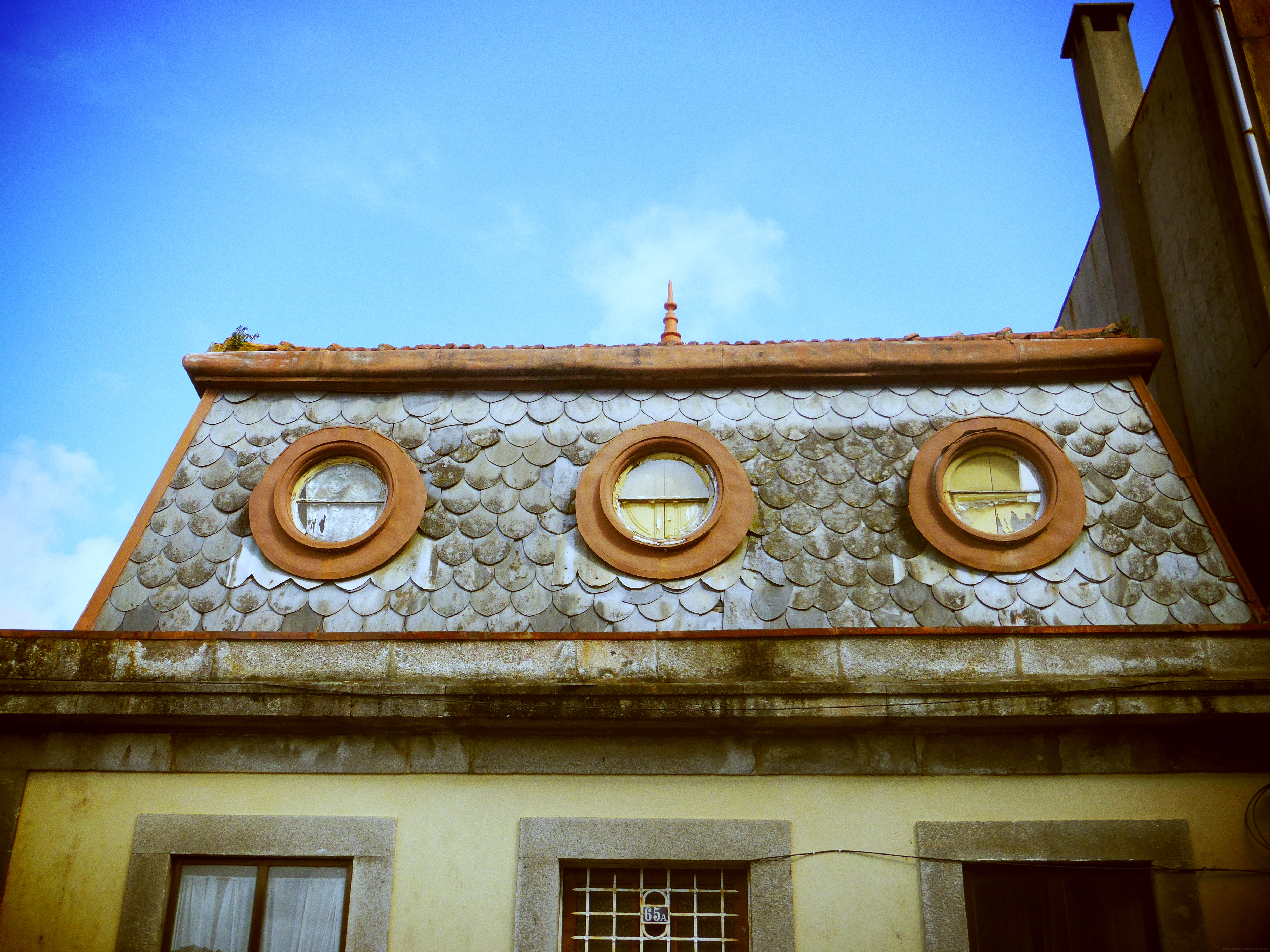